# 賀茂神社 (豊橋市)
賀茂神社（かもじんじゃ）は、愛知県豊橋市賀茂町字神山にある神社。

## 由緒
同社は、天平元年（729年）、山城国賀茂別雷神社を勧請して創建されたといわれる。天文12年（1543年）、今川氏親が神領として298貫を寄進、慶長8年（1603年）、徳川家康より朱印100石を寄せられた。『三河国内神明名帳』には、「正四位下大伴明神、坐八名郡」とあり、『三河国二葉松』（元文5年）には、「賀茂村、加茂大明神、社領百石、神主竹尾玄蕃頭、同所大伴大明神、社家加藤若狭、貴船大明神、社家中野石見」とある。
賀茂神社の神事として、御戸代会、爪切神事や大幡神事などの神事、獅子と藤四郎の行事、競馬などが行われる。昭和33年（1958年）「猿田彦古面」、同36年（1961年）「賀茂神社本殿」が愛知県文化財に、同42年（1967年）「賀茂神社の仮面」が豊橋市有形文化財に、同48年（1973年）境内の「神山古墳」が豊橋市史跡に指定された。

## 文化財

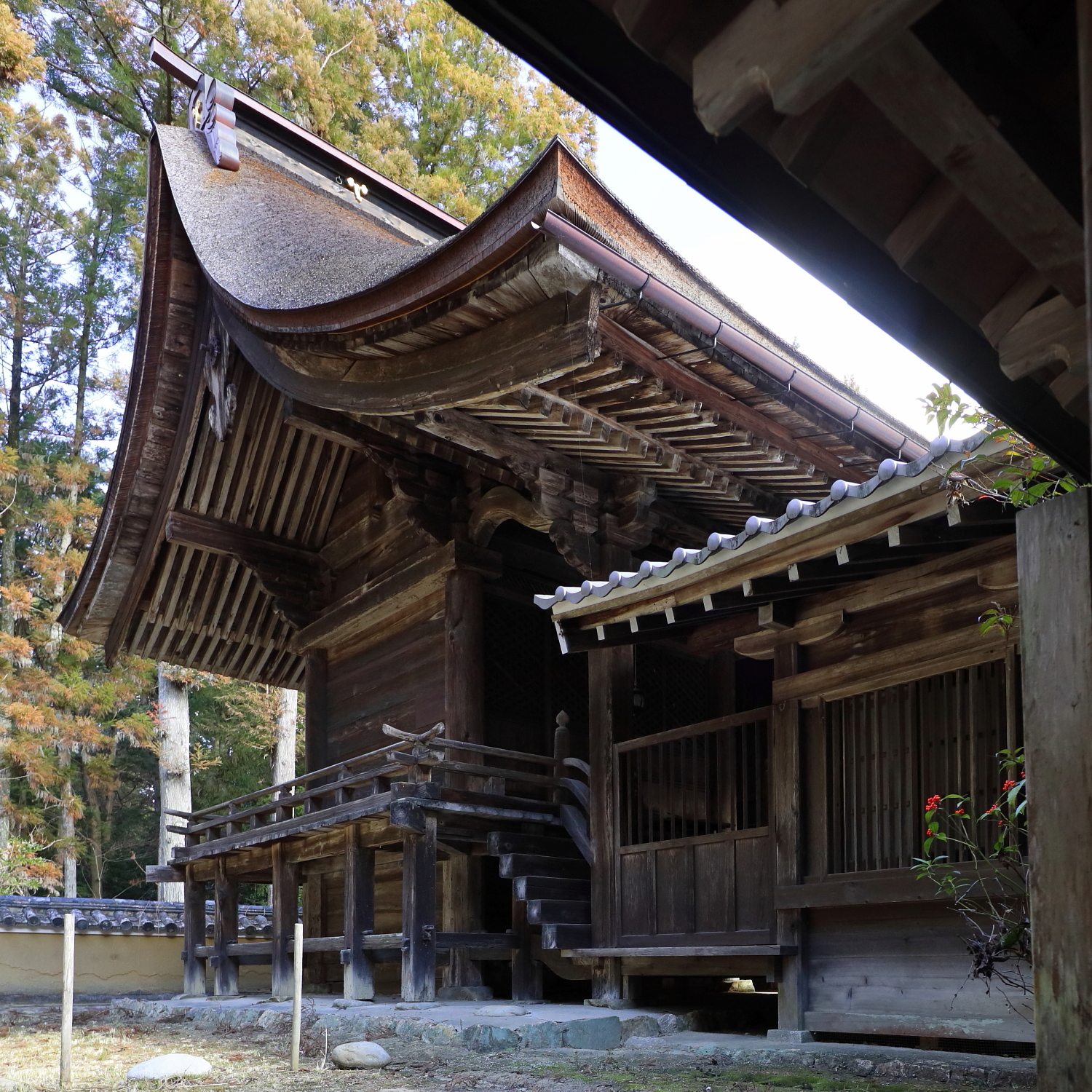
本殿 （2023年（令和5年）1月）
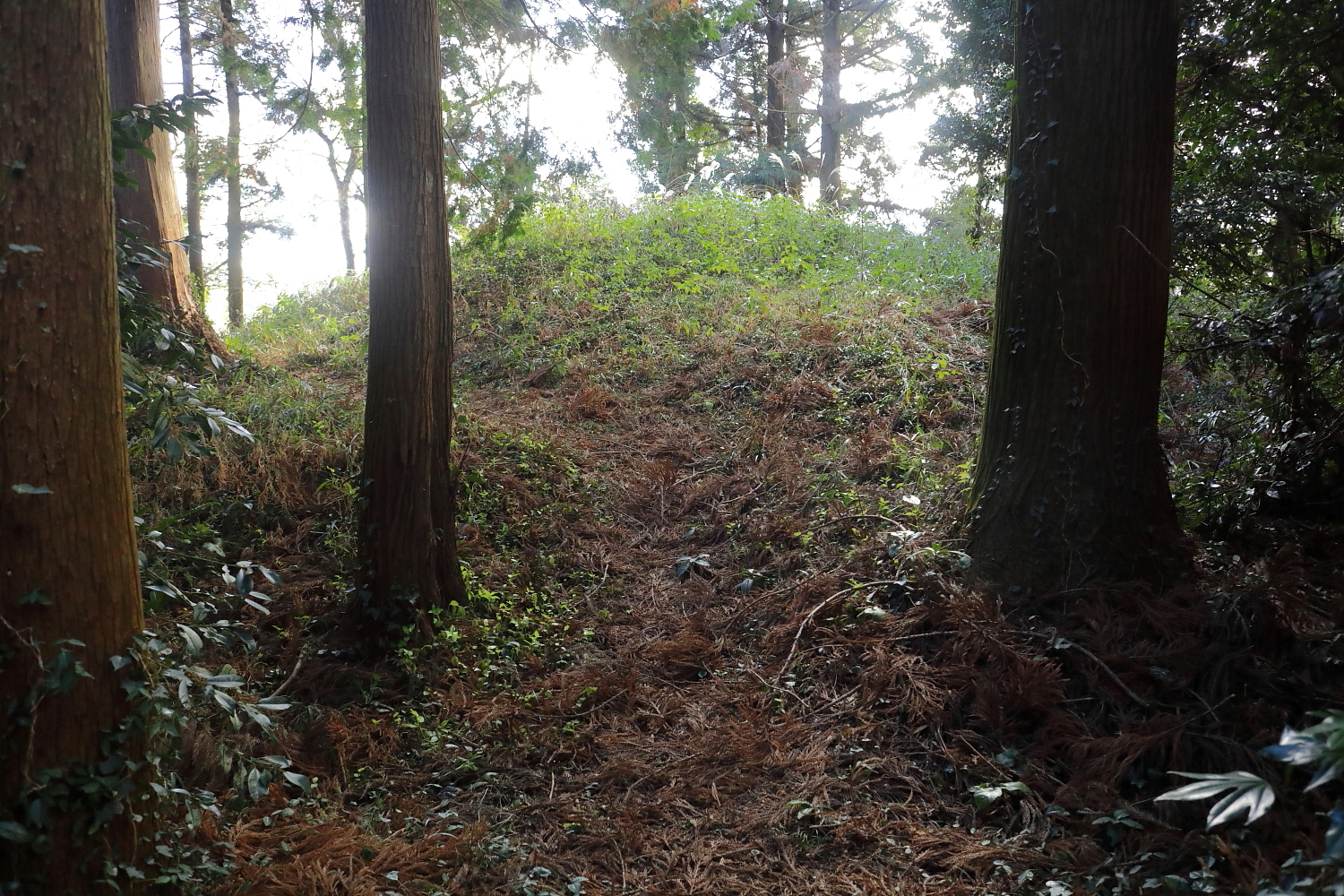
神山古墳 （2023年（令和5年）1月）

### 愛知県指定有形文化財
- 猿田彦古面[1][2]
  - 昭和33年（1958年）指定。面長20.9cm。室町時代の作。かつて神事に用いたと伝えられる。

- 賀茂神社本殿[2][3]
  - 昭和36年（1961年）指定。一間社流造り、檜皮葺。間口3.42m。棟札によって寛永元年（1624年）の建立であることが知られる。

### 豊橋市指定有形文化財
- 賀茂神社の仮面[4]
  - 昭和42年（1967年）指定。

### 豊橋市指定史跡
- 神山古墳[5]
  - 昭和48年（1973年）指定。

## 境内

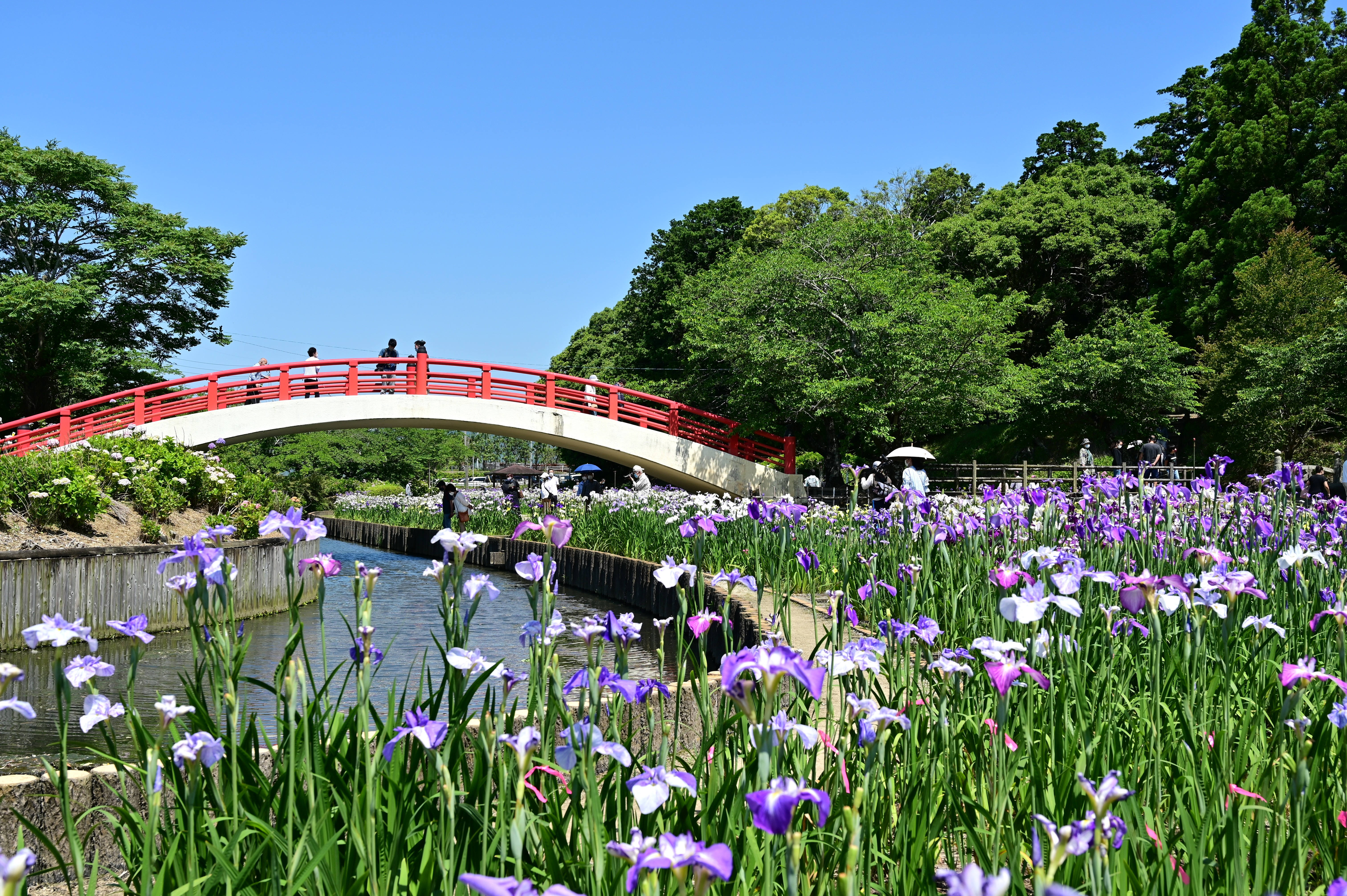
賀茂しょうぶ園の太鼓橋
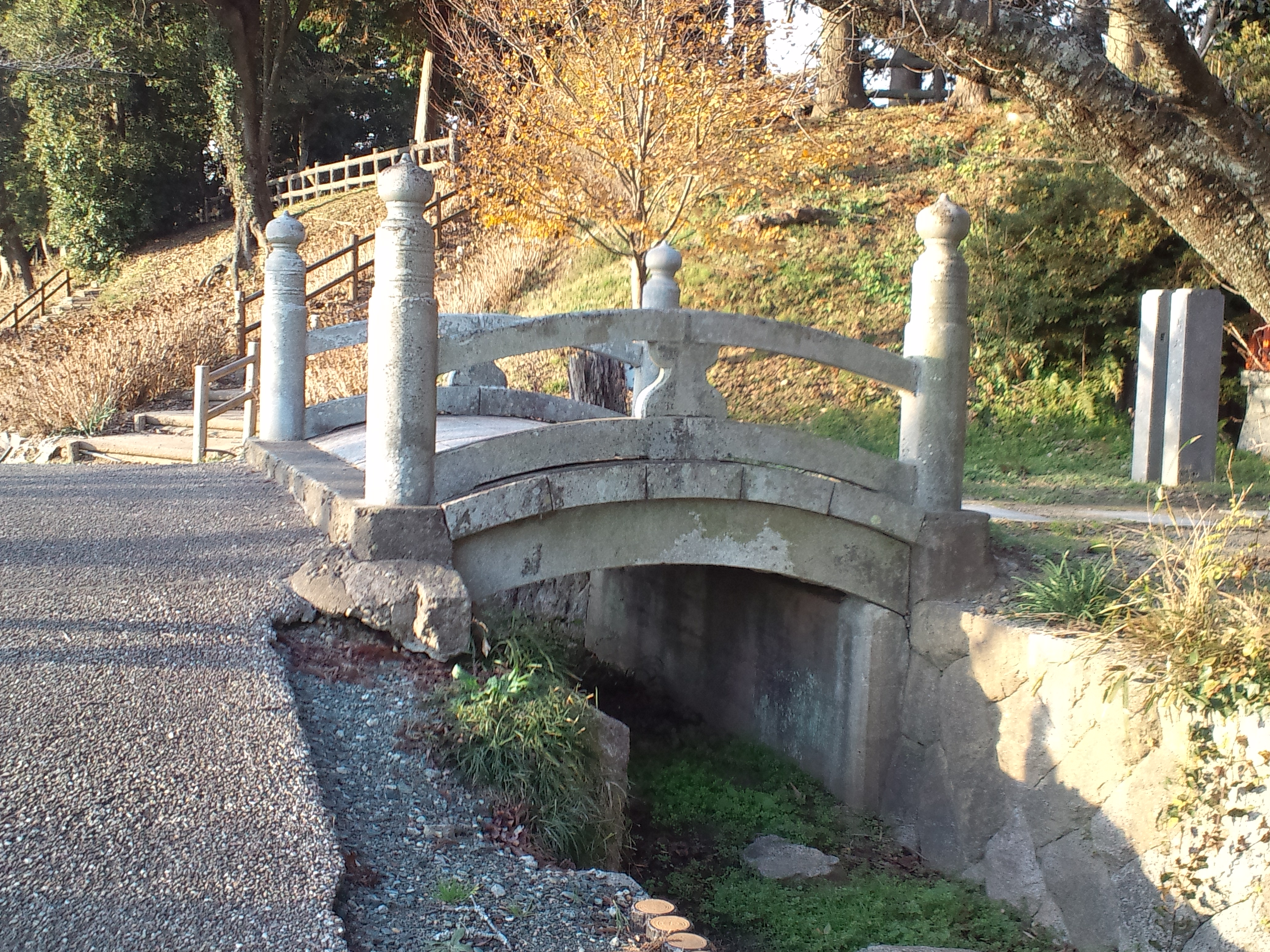
石橋
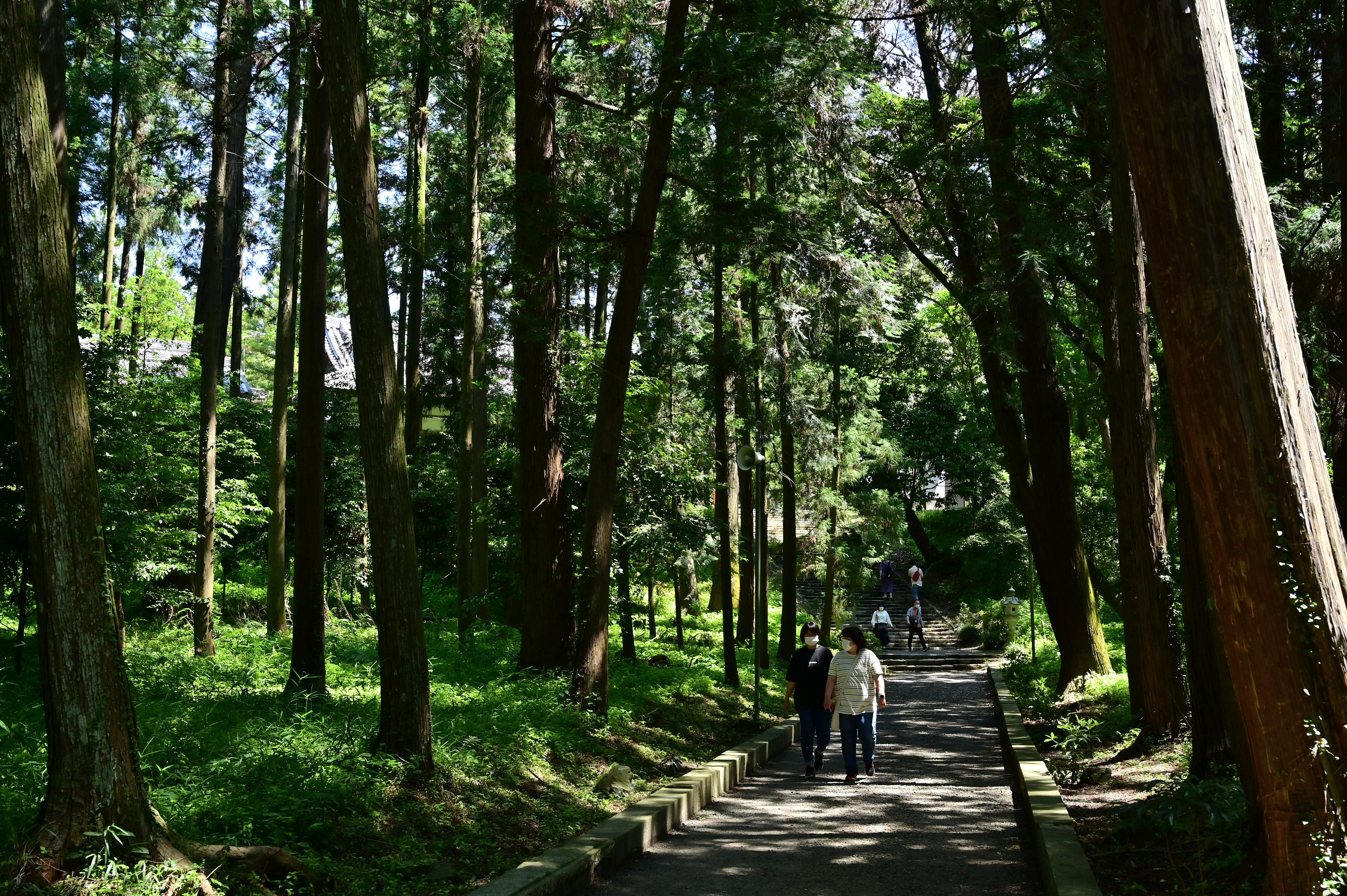
参道
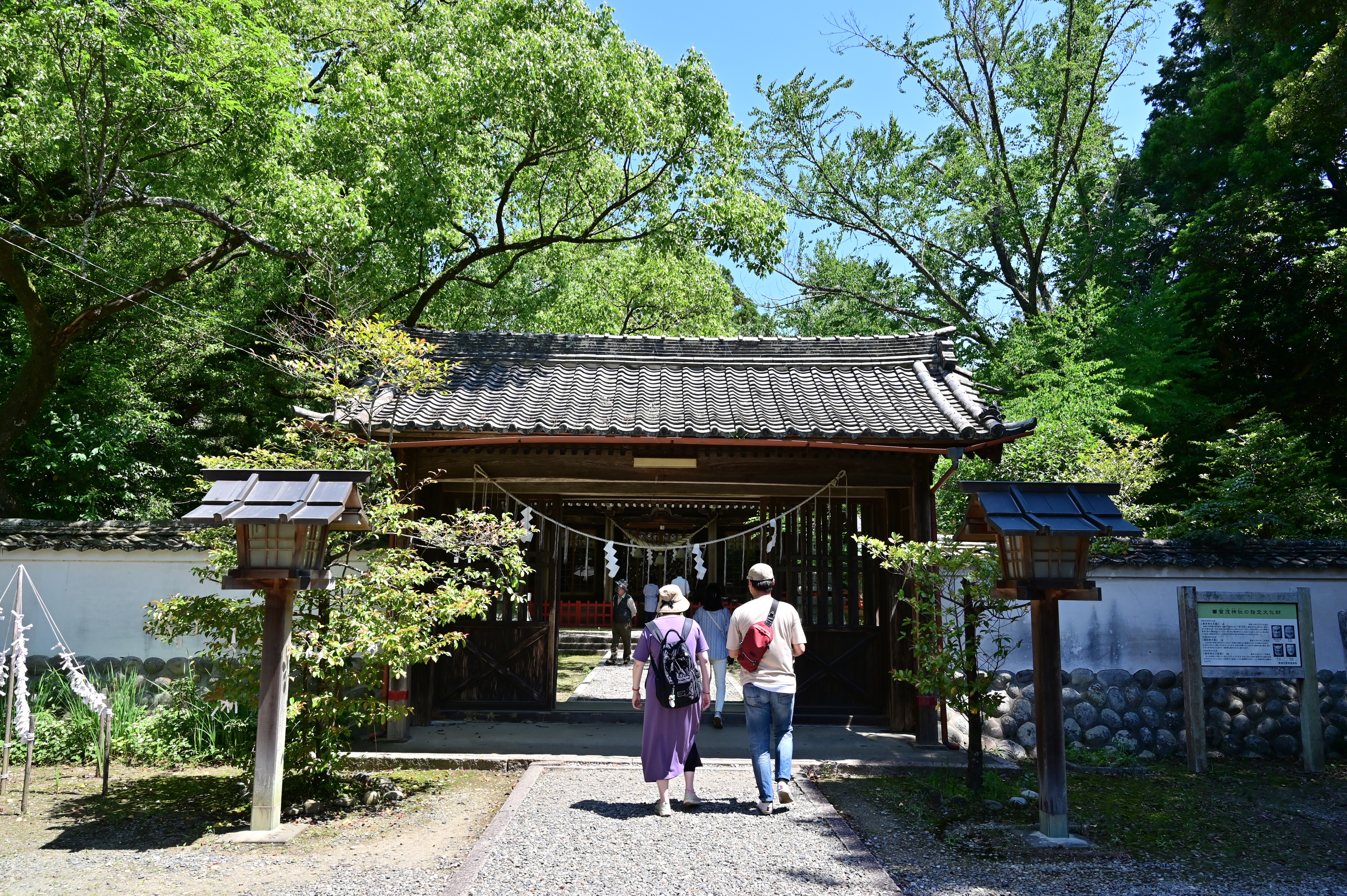
四脚門
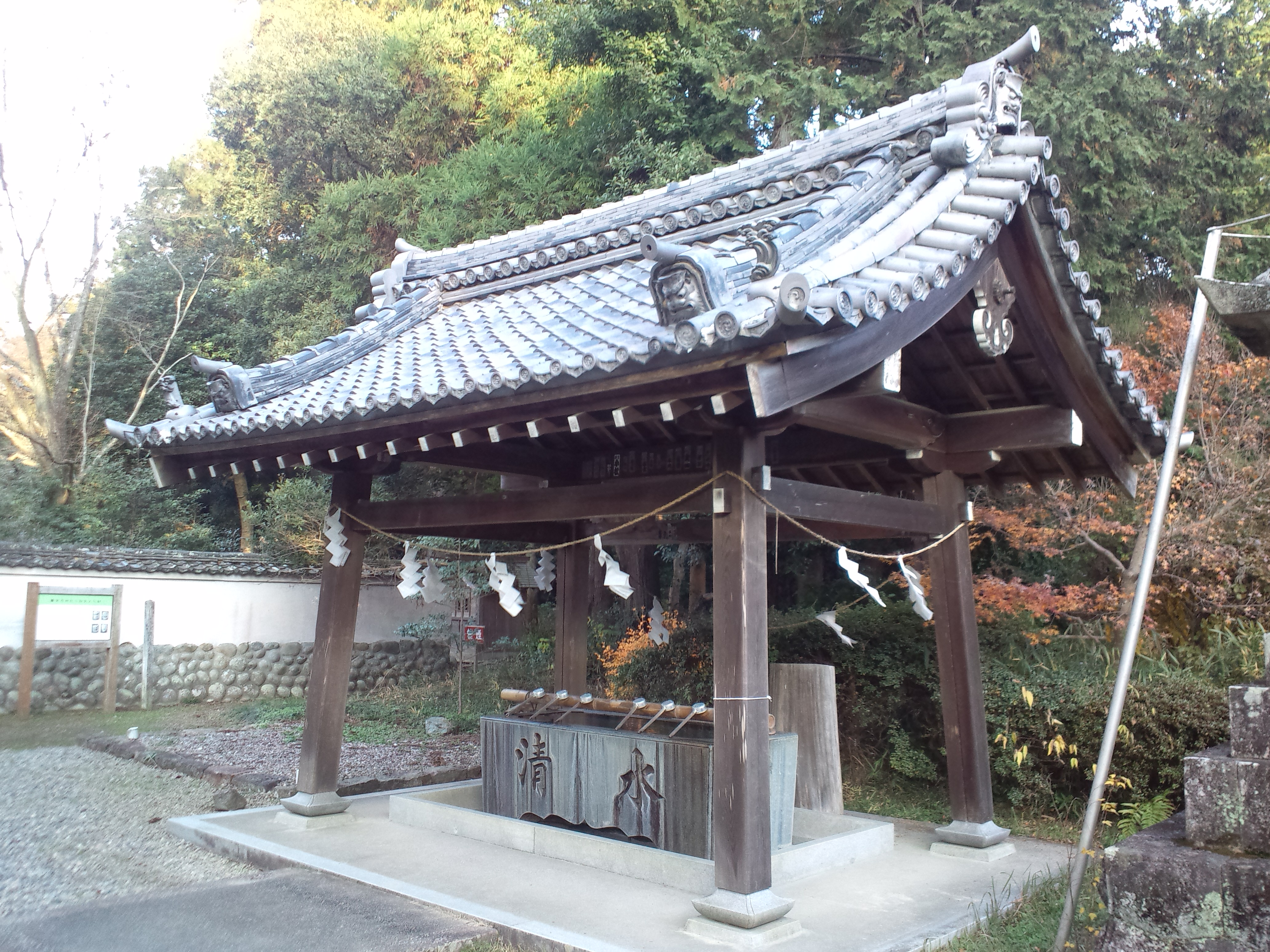
手水舎

## 周辺
- 賀茂しょうぶ園

## アクセス
- JR東海道本線・飯田線・名鉄名古屋本線 豊橋駅より車で約30分。